# Містер Гутен і леді
Містер Гутен і леді (англ. Hooten & the Lady) — британський пригодницький телесеріал каналу «Sky1», що розповідає про двох шукачів скарбів, американського мандрівника Улісса Гутена (Майкл Лендіс) та британську леді Алекс Ліндо-Паркер (Офелія Ловібонд). Зйомки телесеріалу проходили у ПАР, Камбоджі, Росії та Великій Британії. У США прем'єра серіалу запланована 13 липня 2017 року на каналі «The CW».

## Сюжет
Авантюрист Улісс Гутен (Майкл Лендіс) та співробітниця Британського музею леді Алекс Ліндо-Паркер (Офелія Ловібонд) разом шукають стародавні артефакти. Гутен не уявляє своє життя без пригод, він мріє знайти скарби, казково розбагатіти і прославитися на весь світ. Історичні реліквії – це справжня цінність для головних героїв. Тому вони готові відправитися хоч на край світу, щоб забрати той чи інший предмет, колись пов'язаний з історичними особистостями.

## Персонажі
- Майкл Лендіс (Улісс Гутен)
- Офелія Ловібонд (Алекс Ліндо-Паркер)
- Джесіка Гайнс (Елла Бонд)
- Шон Паркес (Клайв Стефенсон)
- Джонатан Бейлі (Едвард)

## Перелік серій
| № | Назва                    | Режисер(и)         | Сценарист(и)   | Дата показу у Великій Британії | Глядачі |
| --- | ------------------------ | ------------------ | -------------- | ------------------------------ | ------- |
| 1 | «Амазонка / The Amazon»  | Колін Тіґ          | Тоні Джордан   | 16 вересня 2016                | 1.20    |
| Співробітниця Британського музею леді Алекс Ліндо-Паркер подорожує Амазонкою у пошуках втраченого табору дослідника Персі Фосетта. Вона зустрічається з американським авантюристом Гутеном. Разом вони потрапляють до Ельдорадо. |                          |                    |                |                                |         |
| 2 | «Рим / Rome»             | Колін Тіґ          | Джеймс Пейн    | 23 вересня 2016                | 0.80    |
| Гутен просить Алекс допомогти йому знайти давно втрачені Сибілині книги, колекцію містичних пророцтв. У Римі вони борються з мафією. Запрошена зірка в головній ролі — Джейн Сеймур.                                             |                          |                    |                |                                |         |
| 3 | «Єгипет / Egypt»         | Джастін Молотніков | Річард Зайдліч | 30 вересня 2016                | 0.62    |
| Алекс їде в Єгипет. Ту вона знову зустрічає Гутена. Вони намагаються знайти давно втрачену гробницю Олександра Македонського. Запрошена зірка в головній ролі — Ейнджел Колбі.                                                   |                          |                    |                |                                |         |
| 4 | «Бутан / Bhutan»         | Джастін Молотніков | Джефф Пові     | 7 жовтня 2016                  | 0.71    |
| Алекс отримує інформацію про древній сувій, який, за чутками, був написаний самим Буддою. Вона просить Гутена йти з нею у королівство Бутан, щоб знайти цей сувій.                                                               |                          |                    |                |                                |         |
| 5 | «Ефіопія / Ethiopia»     | Енді Гей           | Карла Кром     | 14 жовтня 2016                 | 0.50    |
| Еллу Бонд викрадають в Ефіопії. Алекс з Гутеном вирушають до Африки, де вони повинні перемогти бандитів, щоб врятувати Еллу. |                          |                    |                |                                |         |
| 6 | «Москва / Moscow»        | Джуліан Голмс      | Сара Фелпс     | 21 жовтня 2016                 | 0.65    |
| Алекс вирушає у Москву, щоб допомогти Гутену в пошуку втрачених яєць Фаберже. |                          |                    |                |                                |         |
| 7 | «Камбоджа / Cambodia»    | Даніель О'Гара     | Річард Зайдліч | 28 жовтня 2016                 | 0.71    |
| Алекс та Гутен намагаються розшукати безцінний дорогоцінний камінь Чінтамані у Камбоджі. Запрошена зірка в головній ролі — Вінсент Ріґан.                                                                                        |                          |                    |                |                                |         |
| 8 | «Кариби / The Caribbean» | Даніель О'Гара     | Тоні Джордан   | 4 листопада 2016               | 0.81    |
| Весілля Алекс під питання, адже вона з Гутеном вирушає на острів у Карибському морі, щоб знайти давно втрачені скарби пірата Генрі Моргана. Все ж таки Алекс, нарешті, одружується зі своїм нареченим Едвардом.                  |                          |                    |                |                                |         |

## Критика
Серіал був добре сприйнятий кінокритиками, та отримав гарні відгуки.